# Trần Ý Hàm
Trần Ý Hàm (sinh ngày 12 tháng 11 năm 1982) là một nữ diễn viên Đài Loan. Năm 2002, cô xuất hiện trong chương trình tạp kỹ Guess của Đài Loan  và là một thí sinh trong phân đoạn "Không phán xét một cuốn sách bởi bìa sách" (人不可貌相). Sau đó cô ký hợp đồng với công ty tuyển chọn tài năng Prajna Works và xuất hiện trong nhiều video quảng cáo và âm nhạc .

## Phim

### Phim truyền hình Đài Loan
| Năm  | Ngày        | Kênh                                             | Tên                               | Vai                       | Ghi chú            |
| ---- | ----------- | ------------------------------------------------ | --------------------------------- | ------------------------- | ------------------ |
| 2006 | 16 tháng 7  | Công ty Truyền hình Đài Loan, SET Metro          | Tình cờ                           | Điền Hân                  | Khách mời (tập 15) |
| 2007 | 11 tháng 7  | Đài truyền hình Trung Hoa                        | Tôi muốn trở thành trái hồng giòn | Tôn Thi Thi               | Nữ chính           |
| 2009 | 11 tháng 4  | Công thị chủ Tần Đạo, TVBS Entertainment Channel | Black and White                   | Trần Lâm                  | Nữ chính           |
| 2011 | 18 tháng 12 | Đài truyền hình Formosa, GTV Variety Show        | Thách thức tuyệt vời              | Cung Hỉ                   | Nữ chính           |
| 2014 | 1 tháng 6   | Đài truyền hình Formosa, GTV Variety Show        | Ngôi sao tỏa sáng                 | Thành Mạn giới thiệu nhân | Khách mời (tập 4)  |
| 2021 | 31 tháng 1  | GTV Drama, Kênh Vệ thị Trung văn                 | Những rắc rối khi lập nghiệp      | Hạ Chỉ                    | Vai nữ chính       |

### Phim truyền hình Trung Quốc
| Năm  | Ngày        | Kênh                              | Tên                                 | Vai                              | Ghi chú              |
| ---- | ----------- | --------------------------------- | ----------------------------------- | -------------------------------- | -------------------- |
| 2007 | 17 tháng 5  | Thượng Hải TV                     | Phấn đấu                            | Phương Linh San                  | Khách mời            |
| 2008 | 11 tháng 10 | Tứ Xuyên TV                       | Trường Giang nhất hào               | Tiểu Đỗ Quyên (Đại đảo trinh tử) | Vai phụ              |
| 2010 | 12 tháng 7  | CCTV-1                            | Tân Lưu tinh hồ điệp kiếm           | Tôn Điệp                         | Nữ chính             |
| 2011 | 5 tháng 7   | TVS2                              | Modern Tân nhân loại                | Hạ Hồng Quả                      | Nữ chính             |
| 2013 | 12 tháng 5  | Phúc Kiến TV, Giang Tây công cộng | Cuộc chiến bảo vệ gia đình          | Thụy Chân Chân                   | Nữ chính             |
| 2014 | 10 tháng 7  | Youku, Tudou                      | Tiểu thời đại: Lạp chỉ thời đại     | Lâm Tiêu                         | Nữ chính             |
| 2017 | 11 tháng 6  | Chiết Giang TV, BTV-1             | Quán ăn đêm                         | Tiểu Mai                         | Khách mời            |
| 2018 | 18 tháng 1  | Tencent                           | Hạnh phúc, gần trong tầm tay        | Tưởng Nhất Y                     | Đạo diễn và nữ chính |
| 2018 | 3 tháng 9   | Thâm Quyến Satellite TV           | Tình yêu mơ mộng                    | Mộng Y Manh                      | Vai nữ chính         |
| 2021 | 17 tháng 3  | Chiết Giang TV                    | Tình yêu dưới các vì sao            | Tôn Tiểu Ngải                    | Vai nữ chính         |
| TBA  |             |                                   | Hỏa Sài tiểu thư và Mĩ vị tiên sinh | Nguyễn Đường                     | Vai nữ chính         |

### Phim điện ảnh
| Năm  | Ngày        | Tên                              | Vai                                     | Ghi chú                                                                             |
| ---- | ----------- | -------------------------------- | --------------------------------------- | ----------------------------------------------------------------------------------- |
| 2006 | 11 tháng 10 | Đi xe đạp trên đường             | A Muội                                  | Nữ chính                                                                            |
| 2007 | 30 tháng 3  | Hình xăm                         | Chân Chân                               | Vai phụ                                                                             |
| 2009 | 24 tháng 4  | Trăng sao là vô tận              | Hoàng Tinh Quân                         | Vai nữ chính                                                                        |
| 2009 | 28 tháng 8  | Nghe nói                         | Ương Ương                               | Vai nữ chính Đoạt giải nữ diễn viên xuất sắc nhất Liên hoan phim Đài Bắc lần thứ 12 |
| 2009 | 12 tháng 9  | Mã Trác                          | Mã Trác                                 | Vai nữ chính                                                                        |
| 2012 | 10 tháng 2  | Yêu                              | Lý Nghi Già                             | 1 trong 4 nhân vật chính                                                            |
| 2012 | 17 tháng 8  | BBS công lý dân làng             | Lý Trừng Tương                          | Vai nữ chính                                                                        |
| 2012 | 28 tháng 12 | Hoa Dạng                         | Bạch Tiểu Sương                         | Vai nữ chính                                                                        |
| 2013 | 6 tháng 12  | Tình yêu vô toàn thuận           | Lương Tiểu Kì                           | Vai nữ chính                                                                        |
| 2014 | 30 tháng 7  | Khuê mật                         | Hi Vấn                                  | Vai nữ chính                                                                        |
| 2014 | 5 tháng 9   | Thiên đường trong quân ngũ       | A Kiều                                  | 1 trong 4 nhân vật chính                                                            |
| 2014 | 28 tháng 11 | Kế hoạch gái hư phá đám cưới     | Hoàng Nhị San                           | Vai nữ chính                                                                        |
| 2015 | 2 tháng 4   | Chúng ta kết hôn đi              | Cố Tiểu Lôi                             | 1 trong 4 nhân vật chính                                                            |
| 2015 | 7 tháng 8   | Tân Bộ bộ kinh tâm               | Trương Tiểu Văn/ Mã Nhĩ Thái (Nhược Hi) | Vai nữ chính                                                                        |
| 2016 | 19 tháng 8  | Tiên ban giáo viên 2             | Người cầm đuốc                          | Khách mời                                                                           |
| 2018 | 9 tháng 2   | Hoa giáp đại nhân chuyển nam hài | Tiễu Mĩ                                 | Khách mời hữu tình                                                                  |
| 2018 | 2 tháng 3   | Khuê mật 2                       | Hi Vấn                                  | Vai nữ chính                                                                        |
| 2018 | 30 tháng 3  | Tất cả những gì tôi nói là đúng  | Ấn Tiểu Tuyết                           | Diễn xuất đặc biệt                                                                  |
| 2018 | 30 tháng 11 | Một câu chuyện buồn hơn nỗi buồn | Tống Viện Viện                          | Vai nữ chính                                                                        |
| TBA  |             | Thương pháo yêu hoa              | Tiểu Sở                                 | Vai nữ chính                                                                        |

### Phim mạng/ phim ngắn/ Micro movie
| Thời gian         | Tên                                     | Vai                | Ghi chú      |
| ----------------- | --------------------------------------- | ------------------ | ------------ |
| 2006              | Mật mã hoàng kim                        | Tinh Tinh          | Vai nữ chính |
| Tháng 7 năm 2009  | Tâm tình spa quý I: Nữ nhân giá điểm sự | Trần Đại Phát      | Vai nữ chính |
| 2010              | Tiểu đoàn kịch Selina                   | Nữ thần Trần Ý Hàm | Vai nữ chính |
| Tháng 3 năm 2011  | Luyến ái SOS                            | Tô Tiểu Nam        | Vai nữ chính |
| Tháng 5 năm 2012  | Ái tình ma kính                         | Bản thân           | Vai nữ chính |
| Tháng 12 năm 2012 | 噗通噗通24小時台灣                      | Bản thân           | Vai nữ chính |

## Lồng tiếng
| Năm  | Tên                     | Vai     | Ghi chú   |
| ---- | ----------------------- | ------- | --------- |
| 2015 | Những mảnh ghép cảm xúc | Lạc Lạc | Vai chính |

## MV
| Ngày              | Tên ca khúc                 | Ca sĩ                        | Ghi chú               |
| ----------------- | --------------------------- | ---------------------------- | --------------------- |
| Tháng 4 năm 2005  | Máy bay giấy                | Trương Phong Kì              |                       |
| Tháng 6 năm 2006  | Người con gái ban mai       | Châu Truyền Hùng             |                       |
| Tháng 6 năm 2006  | Nỗi đau thương              | Châu Truyền Hùng             | cùng Trương Thiên Lâm |
| Tháng 12 năm 2006 | Chia tay không được tách ra | Vương Hạo Tín                |                       |
| Tháng 4 năm 2009  | Em muốn dựa dẫm             | Thái Y Lâm                   |                       |
| Tháng 7 năm 2009  | Quà tặng                    | La Mĩ Linh                   |                       |
| Tháng 8 năm 2009  | Chính nghĩa vô lại          | Triệu Hựu Đình và Nhóm COLOR |                       |
| Tháng 8 năm 2009  | Về chúng ta                 | Nhóm Picks                   |                       |
| Tháng 8 năm 2009  | Tình yêu lưu vong           | Giải Vĩ Linh                 |                       |
| Tháng 2 năm 2011  | Touch My Heart              | La Chí Tường                 |                       |
| Tháng 1 năm 2012  | Thiên Thiên Nguyệt Nguyệt   | Vệ Tư Lý                     |                       |
| Tháng 2 năm 2012  | Kẻ ngốc                     | Lâm Hựu Gia                  |                       |

## Video truyền hình thực tế
- Công ty Truyền hình Trung Quốc show "Guess Guess Guess" mọi người không thể nhìn thấy - cô gái siêu hấp dẫn!! Cô gái Manga (10 tháng 8, 2002)
- Azio TV "Tôi yêu Kim Thành Vũ" (23-24 tháng 7 năm 2007)
- Đài Truyền hình Trung Thiên "Tiểu khí đại tài thần" (25 tháng 7, 2007)
- Đài truyền hình Trung Hoa "Tống nghệ đại nãi bá" (28 tháng 7, 2007)
- Đài truyền hình Trung Hoa "Happy Go Go Go" (28 tháng 7,2007)
- Azio TV "Azio Superstar" (30 tháng 3, 2009)
- CTi Variety "Kangsi Coming" (31 tháng 3, 2009)
- CTi Variety "University" (4 tháng 5, 2009)
- SET Metro " Stylish Man - The Chef " (13 tháng 5, 2009)
- CTI Variety "University" (6 tháng 8, 2009)
- "I want-radio" tuyên truyền movie "Nghe nói" (27 tháng 8, 2009)
- TVBS Entertainment Channel "The Winner is" tuyên truyền movie "Nghe nói" (1 tháng 9, 2009)
- TVBS Entertainment Channel "Tân văn sưu đắc diệu" tuyên truyền movie "Nghe nói" (6 tháng 9, 2009)
- SET Metro " Stylish Man - The Chef " tuyên truyền movie "Nghe nói" (6 tháng 10, 2009)
- Công ty Truyền hình Đài Loan "Bách vạn tiểu học đường" (12 tháng 3, 2010)
- "Tân Lãng liêu thiên thất" tuyên truyền drama Tân lưu tinh hồ điệp kiếm (13 tháng 7, 2010)
- "Câu lạc bộ ảnh thị" tuyên truyền drama Tân lưu tinh hồ điệp kiếm (12 tháng 7, 2010)
- "Tối giai hiện trường" (15 tháng 7, 2010)
- "Sohu Star Live Room" (15 tháng 7, 2010)
- "Võng dịch liêu thiên thất" (15 tháng 7, 2010)
- "Anh thị phong vân bảng", "Nhà bếp minh tinh" (Tháng 7, 2010)
- CTi Variety "Kangsi Coming" (26 tháng 8, 2010)
- Công ty Truyền hình Trung Quốc "Variety Big Brother" (28 tháng 8, 2010)
- TVBS Entertainment Channel "Hải bả Vương Kiến Vương" (29 tháng 8, 2010)
- GTV Variety Show "100% Entertainment - Gia đình tôi cũng có ngôi sao lớn" (3 tháng 9, 2010)
- GTV Variety Show "100% Entertainment" tuyên truyền drama "Thách Thức Tuyệt Vời" (14 tháng 12, 2011)
- GTV Variety Show "100% Entertainment - Cuộc đối đầu năm mới tuyệt đẹp" (22 tháng 1, 2012)
- Videoland "Women's Talk" (16 tháng 2, 2012)
- CTi Variety "Small Swallow Xiaoyan Night" (20 tháng 12, 2012)
- SET Metro " Stylish Man - The Chef " (26 tháng 12, 2012)
- CTi Variety "Kangsi Coming" (3 tháng 1, 2013)
- Công ty Truyền hình Đài Loan "Bách vạn tiểu học đường" (4 tháng 1, 2013)
- GTV Variety Show "100% Entertainment - Luyến ái bách phân bách" (10 tháng 1, 2013)
- CTi Variety "University" Người dẫn chương trình (21 tháng 1, 2013)
- CTi Variety "Kangsi Coming" (25 tháng 8, 2014)
- CTi Variety "Small Swallow Xiaoyan Night" tuyên truyền movie "Thiên đường trong quân ngũ" (29 tháng 8, 2014)
- Hồ Nam TV "Khoái lạc đại bản doanh" tuyên truyền movie "Kế hoạch gái hư phá đám cưới" (1 tháng 11, 2014)
- Hồ Nam TV "Hoa tỷ đệ mùa 2" Khách mời cố định (năm 2015)
- Hồ Nam TV "Khoái lạc đại bản doanh" tuyên truyền movie "Chúng ta kết hôn đi" (28 tháng 3, 2015)
- "Một vé khó tìm" tuyên truyền movie "Chúng ta kết hôn đi" (3 tháng 4, 2015)
- "Tinh ánh thoại" tuyên truyền movie "Chúng ta kết hôn đi" (3 tháng 4, 2015)
- "Đằng Tấn thú ảnh lễ" tuyên truyền movie "Chúng ta kết hôn đi" (9 tháng 4, 2015)
- Hồ Nam TV "Khoái lạc đại bản doanh" tuyên truyền truyền hình thực tế "Hoa tỷ đệ mùa 2" (23 tháng 5, 2015)
- Hồ Nam TV "Khoái lạc đại bản doanh" tuyên truyền movie "Tân bộ bộ kinh tâm" (1 tháng 8, 2015)
- Chiết Giang TV "Running Brothers mùa 4" khách mời (năm 2016)
- QQ.com "Date Super Star" (9 tháng 6, 2016)
- "Minh tinh đại trinh thám mùa 2" (13 tháng 1, 2017)
- QQ.com "TA không thể chạm tới" (16 tháng 1, 2017)
- Dragon TV "Việt dã thiên lý" (Tháng 2, 2017)
- Chiết Giang TV "Thực tại quýnh đồ" (25 tháng 2, 2017)
- Giang Tô TV "Tiến lên, huynh đệ" Công chúa sành ăn (18 tháng 8, 2017)

## Âm nhạc

### Viết lời
| Năm  | Ca sĩ        | Tên          | Loại                  | Ghi chú |
| ---- | ------------ | ------------ | --------------------- | --- |
| 2011 | Vương Kì     | Thiên tình   | Nhạc phim truyền hình | 1. Nhạc cuối phim Modern Tân nhân loại 2. Lần đầu Trần Ý Hàm viết một ca khúc, tự viết nhạc điệu cho "Modern Tân nhân loại" |
| 2011 | Quách Vĩ     | Tường vi     | Nhạc phim truyền hình | 1. Ca khúc tập phim Modern Tân nhân loại 2. Lần đầu Trần Ý Hàm viết một ca khúc, tự viết lời cho "Modern Tân nhân loại"     |
| 2018 | Tôn Thịnh Hy | Kết cục khác | Nhạc phim truyền hình | 1. Nhạc cuối phim "Hạnh phúc, gần trong tầm tay" 2. Lần đầu Trần Ý Hàm đạo diễn, và tự viết nhạc cuối phim                  |

### Single
| Năm  | Tên                     | Loại                            | Ghi chú |
| ---- | ----------------------- | ------------------------------- | --- |
| 2014 | Cùng nhau già đi        | Movie Single                    | 1. Bài hát chủ đề movie "Bạn thân" 2. Hát với Tiết Khải Kì, Dương Tử San                                                     |
| 2015 | Bức thư tình đẹp nhất   | Movie Single                    | Bài hát chủ đề movie "Tân bộ bộ kinh tâm"                                                                                    |
| 2015 | Hoa và thanh thiếu niên | Bài hát chủ đề phim truyền hình | 1. Bài hát chủ đề mùa 2 show "Hoa tỷ đệ" 2. Hát với Tỉnh Bách Nhiên, Ninh Tịnh, Mao A Mẫn, Trịnh Sảng, Dương Dương, Hứa Tình |

## Sách
- 29 tháng 12 năm 2012: 北岛相遇 Wish you were here - Nhà xuất bản Khải Đặc văn hóa [4] / ISBN 9789865882006

## Quảng cáo
- 2009 Kuangchuan Trà xanh Mạt Lị [5]
- 2009 Uni-ball bút bi [6]
- 2009 Công ty TNHH sữa Mông Ngưu với kem quay Euro khác nhau (Kiểu Bỉ [7] Kiểu Thổ Nhĩ Kỳ [8])
- 2010 Johnson & Johnson bảo bệ cơ thể [9]
- 2010 - 2012 Maybelline kem BB khoáng tinh khiết [10][11][12]
- 2011 Kính mắt Baodao [13]
- 2011 Bia Đài Loan quả vi huân [14]
- 2012 Tập đoàn Kao Dầu gội [15]
- 2013 Mỗi loại trà khỏe mạnh (Học sinh thiên, OL thiên)
- 2014 Whisper Pure Skin [16]
- Quảng cáo nhà hàng sườn heo Thứ sáu
- 7-Eleven Giấy phép hình người Poca Lay's
- Hàm ngọc quốc tế hình tượng thiên
- Trà xanh Cổ Đạo
- Uni-President thực phẩm mì ăn liền

## Quảng bá sản phẩm
| Năm              | Hãng              | Sản phẩm                                                                                 | Ghi chú                       |
| ---------------- | ----------------- | ---------------------------------------------------------------------------------------- | ----------------------------- |
| 2009             | Hảo tự tại        | Toàn bộ sản phẩm                                                                         |                               |
| 2009             | Johnson & Johnson | Sữa bảo vệ cơ thể sản phẩm lỏng                                                          |                               |
| 2009             | Tencent           | Trò chơi trực tuyến hoạt hình 3D trò chơi trực tuyến QQ Tây du ký: Mối tình ngoại truyện |                               |
| Tháng 2 năm 2010 | Maybelline        | Tinh khiết khoáng chất BB Cream, BB Mousse                                               |                               |
| 2011             | Maybeline         | Tinh khiết khoáng chất BB Cream, BB Mousse                                               |                               |
| 2011             | Taiwan FamilyMart | Chuỗi thức ăn nhẹ mùa hè                                                                 | Quảng bá cùng Diêu Nguyên Hạo |
| 2011             | Skechers          | Ảnh ghép thời trang hàng loạt                                                            |                               |
| 2012             | Taiwan FamilyMart | Chuỗi thời trang ảnh ghép                                                                | Quảng bá cùng Đinh Xuân Thành |
| 2012             | Bia Đài Loan      | Hàng loạt trái cây vi mô                                                                 |                               |
| 2012             | Tập đoàn Kao      | Dầu gôi                                                                                  |                               |
| 2012             | Uniqlo            | Người phát ngôn khu vực Đài Loan                                                         | Quảng bá cùng Trần Bách Lâm   |
| 2012             | Skechers          | Loạt ảnh ghép thời trang                                                                 |                               |
| 2013             | Bia Đài Loan      | Hàng loạt trái cây vi mô                                                                 |                               |
| 2013             | Uniqlo            | Người phát ngôn khu vực Đài Loan                                                         | Quảng bá cùng Trần Bách Lâm   |
| 2013             | Ochaen            | Người phát ngôn khu vực Đài Loan                                                         |                               |
| 2013             | Skechers          | Ảnh ghép thời trang hàng loạt                                                            |                               |
| 2013             | Biore Mật ông     | Dòng sản phẩm làm đẹp rửa mặt Mousse                                                     |                               |
| 2013             | Ái năng thị iLens | Người phát ngôn đầy đủ các sản phẩm kính áp tròng                                        |                               |
| 2014             | Hảo tự tại        | Người phát ngôn hàng loạt sản phẩm cơ tinh khiết                                         |                               |
| 2014             | Citizen Wicca     | Người phát ngôn của đồng hồ Wicca                                                        |                               |
| 2014             | Ái năng thị iLens | Người phát ngôn đầy đủ các sản phẩm kính áp tròng                                        |                               |
| 2015             | Citizen Wicca     | Người phát ngôn của đồng hồ Wicca                                                        |                               |
| 2015             | Ái năng thị iLens | Người phát ngôn đầy đủ các sản phẩm kính áp tròng                                        |                               |
| 2018             | Samsung           | A8、A8+ 2018 Người phát ngôn của Đài Loan                                                | Quảng bá cùng Lưu Dĩ Hào      |

## Hoạt động công ích
Tháng 11 năm 2009
- Trong khi phát hành bộ phim "Nghe nói" ở Hồng Kông, Công ty phân phối phim Thự Quang và tổ chức từ thiện Long Nhĩ đã hợp tác để tổ chức buổi ra mắt từ thiện [17][18]. Trong buổi lễ ra mắt này, Bành Vu Yến và các thành viên trong nhóm đã chơi một trận bóng đá thân thiện với đội bóng đá ngôi sao Hồng Kông [19], Trần Ý Hàm phục vụ như một đội cổ vũ để cổ vũ cho những người chơi điếc [20], và giải thưởng được trao bởi Giám đốc Sở Lao động và Phúc lợi, Trương Kiến Tông, và ngôi sao điện ảnh Tăng Chí Vĩ, La Tuệ Quyên và hội đồng lập pháp Lương Diệu Tông và The Forthright Caucus Trương Siêu Hùng, người đã gửi thư hỗ trợ, cũng đã nhận được một số thông cáo từ phương tiện truyền thông [21], Thúc đẩy triết lý cộng đồng "Người điếc chấp nhận lẫn nhau".
- Trong thời gian quảng bá bộ phim "Nghe nói" ở Hồng Kông, tổ chức từ thiện Long Nhĩ đã gửi một ngôn ngữ cử chỉ để quay một loạt mười tập của "Lớp học ngôn ngữ ký hiệu" [22], vào tháng 11 năm 2009 mỗi sáng, chiều và tối, ở châu Á. Phát sóng nền tảng truyền hình để nâng cao hiểu biết của công chúng về ngôn ngữ của đối phương.

## Giải thưởng

### Giải thưởng lớn
| Năm  | Giải thưởng                       | Hạng mục                   | Tác phẩm                   | Kết quả   |
| ---- | --------------------------------- | -------------------------- | -------------------------- | --------- |
| 2010 | Liên hoan phim Đài Bắc lần thứ 12 | Nữ diễn viên xuất sắc nhất | Nghe nói                   | Đoạt giải |
| 2012 | Giải Kim Mã lần thứ 49            | Nữ diễn vụ xuất sắc nhất   | Yêu                        | Đề cử     |
| 2014 | Giải Kim Mã lần thứ 51            | Nữ diễn viên xuất sắc nhất | Thiên đường trong quân ngũ | Đề cử     |

### Khác
| Năm  | Giải thưởng                                 | Hạng mục                                          | Kết quả   |
| ---- | ------------------------------------------- | ------------------------------------------------- | --------- |
| 2009 | Wretch.cc danh sách người nổi tiếng của năm |                                                   | Thứ 3     |
| 2009 | Đằng Tấn võng tinh quang đại điển           | Nữ diễn viên của năm khu vực Hồng Kông - Đài Loan | Đoạt giải |
| 2012 | Y! Celebrity Entertainment                  | Giải thưởng phổ biến năm 2012                     | Thứ 3     |
| 2015 | Đêm hội COSMO                               | Giải thưởng thần tượng hàng năm                   | Đoạt giải |
| 2016 | NetEase                                     | Nữ hoàng của năm                                  | Đoạt giải |